# NGC 1272
NGC 1272 est une vaste (?) galaxie elliptique située dans la constellation de Persée. Elle a été découverte par l'astronome prussien Heinrich d'Arrest en 1863.

## Caractéristiques
Sa vitesse par rapport au fond diffus cosmologique est de 3 655 ± 14 km/s, ce qui correspond à une distance de Hubble de 53,9 ± 3,8 Mpc (∼176 millions d'al).
À ce jour, huit mesures non basées sur le décalage vers le rouge (redshift) donnent une distance de 82,175 ± 21,080 Mpc (∼268 millions d'al), ce qui est nettement à l'extérieur des valeurs de la distance de Hubble. Notons cependant que c'est avec la valeur moyenne des mesures indépendantes, lorsqu'elles existent, que la base de données NASA/IPAC calcule le diamètre d'une galaxie et qu'en conséquence le diamètre de NGC 1272 pourrait être d'environ 39,4 kpc (∼129 000 al) si on utilisait la distance de Hubble pour le calculer.

## Groupe de NGC 1272
NGC 1272 est la plus grosse et la plus brillante galaxie d'un groupe qui porte son nom. Le groupe de NGC 1272 comprend au moins 27 galaxies, dont les galaxies IC 309, NGC 1272, NGC 1281 et NGC 1293 et NGC 1334. Garcia indique aussi dans sa liste la galaxie IC 1907 qui est un doublon de NGC 1278 et il identifie celle-ci à PGC 12405. Il s'agit d'une erreur car NGC 1278 est PGC 12438 et elle est beaucoup plus éloignée que les autres galaxies du groupe de NGC 1272. Par contre, PGC 12405 appartient à ce groupe. Le groupe de NGC 1272 fait partie de l'amas de Persée.